# Saison 3 de Munch
Chronologie
Saison 2 Saison 4
Cet article présente le guide des épisodes de la troisième saison de la série télévisée française Munch, diffusée en 2019, en Belgique et le 30 janvier 2020 en France.
Au cours de cette troisième saison, le cabinet accueille une nouvelle avocate, Me Blanche Braque, interprétée par Marilou Berry.

## Distribution

### Acteurs principaux
- Isabelle Nanty : Me Gabrielle Munchovski, dite Munch
- Lucien Jean-Baptiste : Me Hubert Bellanger
- Aurélien Wiik : Gaspard Morin, détective privé
- Tom Villa : Me Aurélien Berton
- Paloma Coquant : Clarisse Duflot, secrétaire
- Marilou Berry : Me Blanche Braque

### Acteurs récurrents
- Nicolas Carpentier : Jérôme Tillier, procureur (épisodes 1 et 5) [2]
- Aaron Serfaty : Nathan, fils de Clarisse
- Geneviève Doang : La capitaine Wang (épisodes 2 et 5)
- India de Almeida : Inès (épisodes 3, 5 et 6)
- Antoine Coesens : Julien Vasseur, le père de Gaspard (épisodes 4 à 6)
- Bertrand Nadler : Commandant Mandel (épisodes 5 et 6)

## Liste des épisodes

### Épisode 1: Impossible n'est pas Munch
- Belgique : 12 décembre 2019 sur La Une
- France : 30 janvier 2020 sur TF1

- France : 5,40 millions de téléspectateurs (24,6 % de part de marché)

- Bruno Sanches : Jonas Ortega
- Claudine Acs : Mme Javal
- Alex Vizorek : Maître Sicario
- Walter : Romain Baldi
- Laurent Tuel : le libraire

### Épisode 2: Cas de conscience
- Belgique : 12 décembre 2019 sur La Une
- France : 30 janvier 2020 sur TF1

- France : 4,64 millions de téléspectateurs (27,4 % de part de marché)

- Eva Danino : Sarah Jourdan
- Anne Bouvier : Margot Bouvier
- Stéphane Rideau : Loïc Ferlin
- Laurent Hennequin : M. Jourdan
- Gwenaël Clause : Titus
- Alix Bénézech : Sonia Bredin
- Éric Defosse : L'avocat de Sonia Bredin

### Épisode 3: Un coupable trop parfait
- Belgique : 12 décembre 2019 sur La Une
- France : 6 février 2020 sur TF1

- France : 5,47 millions de téléspectateurs (25,5 % de part de marché)

- Mohamed Hicham : Rachid Kalfa
- Fatima Adoum : Sandra Kalfa
- Bruce Tessore : Duroy
- Jules Dousset : Le coach sportif

### Épisode 4: Rien que la vérité
- Belgique : 19 décembre 2019 sur La Une
- France : 6 février 2020 sur TF1

Thierry Binisti
1er assistant réalisateur : Matteo Porrani
- France : 4,60 millions de téléspectateurs (29,1 % de part de marché)
- Distribution :

- Pascal Légitimus : Le président du tribunal
- Philippe Vieux : L'avocat général
- Benoît Michel : Martin Richard
- Niseema Theillaud : Claudine Richard
- Marlène Veyriras : Sabrina Clavel
- Vinciane Millereau : Barbara Boileau
- Blandine Bury : Diane Lamarre
- Jérémie Boireau : Me Arnal
- Caroline Piette : Me Bompard
- Vanessa Dolmen : La chasseuse de têtes
- Antoine Coesens : Julien Vasseur
- Simon Beauroi : Commandant de police
- Stéphane Pouplard : Juré homme
- Lilian Lloyd : Juré hipster
- Karine Pinoteau : Secrétaire Bompard
- David Zéboulon : Gendarme 1
- Sylvie Paupardin : Réceptionniste hôtel

### Épisode 5: Mon fils
- Belgique : 19 décembre 2019 sur La Une
- France : 13 février 2020 sur TF1

- France : 5,12 millions de téléspectateurs (24,0 % de part de marché)

- Élisa Tovati : Élodie Henri
- Julie Judd : Lorette Moreau
- Ruben Lellouche : Abel
- François Rabette : Mathieu
- Max Hertz : Lucas

### Épisode 6: Il faut sauver Gaspard
- Belgique : 19 décembre 2019 sur La Une
- France : 13 février 2020 sur TF1

- France : 5,36 millions de téléspectateurs (27,4 % de part de marché)

- Nassima Benchicou : Louise Lafranche
- Charlotte Soussan : Maître Héléna Dampierre
- Philippe Sax : Maton Michaël Dejean
- Laetitia Barlerin : Sophie Kaufman
- Arthur Guisi : Jérémie Kaufman
- Jean-Luc Guizonne : Lieutenant Davenne